# Stade Courtrai
Dernière mise à jour : 23 juin 2011.
Le Stade Courtrai est un ancien club de football belge, localisé dans la ville de Courtrai, fondé en 1921. Porteur du matricule 161, il disparaît dans une fusion en 1971 avec Courtrai Sports, pour former l'actuel KV Courtrai, porteur du matricule 19. Le club a disputé 21 saisons dans les séries nationales, dont 13 au troisième niveau.

## Histoire
Le 29 juillet 1921 marque la fondation du club, sous le nom de Football Club Saint-Roch Courtrai (un club issu du Patronage St-Roch). Il s'affilie à l'Union Belge le 22 décembre de la même année. Le 6 juin 1923, le club change son nom en Stade Courtrai, probablement à la suite d'une fusion non officielle avec un autre club courtraisien, l'Eendracht Sport Courtrai. Le club reçoit en décembre 1926 le matricule 161. Cinq ans plus tard, il rejoint pour la première fois les séries nationales, à la suite de la création de deux nouvelles séries.
Le club joue cinq saisons en Promotion, alors le troisième et dernier niveau national, puis redescend dans les séries régionales. Durant la Seconde Guerre mondiale, le Stade Courtrai remonte en Promotion. Il obtient le titre de Société Royale en octobre 1950. Jusqu'en 1952, il joue au troisième niveau national, mais cette année-là, la Fédération belge réorganise complètement ses séries nationales, avec la création d'un quatrième niveau. La réduction du nombre de séries au deuxième et troisième niveaux provoque la relégation de nombreux clubs vers ce nouveau niveau, qui hérite du nom de Promotion. Ayant terminé 12e sur 16, le Stade est relégué d'un niveau, mais reste donc en nationales.
Le club ne joue qu'un an en Promotion. Il termine avant-dernier de sa série, et doit retourner vers les séries provinciales après dix saisons passées en nationales. Le Stade Courtrai ne remonte en Promotion qu'en 1963, où ils jouent jusqu'en 1970 et une nouvelle rétrogradation. Après un an en première provinciale, le club fusionne avec le plus grand club de la ville, Courtrai Sports, pour former le KV Courtrai. Le nouveau club conserve le matricule 19 du Sports, ainsi que son stade et ses couleurs. Le 1er juillet 1971, le matricule 161 du Stade est radié des listes de l'URBSFA.

## Résultats dans les divisions nationales
Statistiques clôturées, club disparu

### Bilan
| Niv | Divisions     | Jouées | Titres | TM Up | TM Down |
| --- | ------------- | ------ | ------ | ----- | ------- |
| I   | 1re nationale | 0      | 0      |       |         |
| II  | 2e nationale  | 0      | 0      |       |         |
| III | 3e nationale  | 13     | 0      |       |         |
| IV  | 4e nationale  | 8      | 0      |       |         |
| V   | 5e nationale  | 0      | 0      |       |         |
|     |               |        |        |       |         |
|     | TOTAUX        | 21     | 0      | 0     | 0       |

- TM Up : test-match pour départager des égalités, ou toutes formes de Barrages ou de Tour final pour une montée éventuelle.
- TM Down : test-match pour départager des égalités, ou toutes formes de Barrages ou de Tour final pour le maintien.

### Classement saison par saison
| Ordre               | Saison  | Nom du club                                                                        | Niveau                                                                             | Classement final                                                                   | Remarques                                                                          |
| ------------------- | ------- | ---------------------------------------------------------------------------------- | ---------------------------------------------------------------------------------- | ---------------------------------------------------------------------------------- | ---------------------------------------------------------------------------------- |
| 1                   | 1931-32 | Stade Courtrai                                                                     | Promotion (D3) série A                                                             | 11e/14                                                                             |                                                                                    |
| 2                   | 1932-33 | Stade Courtrai                                                                     | Promotion (D3) série A                                                             | 11e/14                                                                             |                                                                                    |
| 3                   | 1933-34 | Stade Courtrai                                                                     | Promotion (D3) série A                                                             | 10e/14                                                                             |                                                                                    |
| 4                   | 1934-35 | Stade Courtrai                                                                     | Promotion (D3) série A                                                             | 5e/14                                                                              |                                                                                    |
| 5                   | 1935-36 | Stade Courtrai                                                                     | Promotion (D3) série D                                                             | 13e/14                                                                             | Relégué!                                                                           |
| séries provinciales |         |                                                                                    |                                                                                    |                                                                                    |                                                                                    |
| 6                   | 1943-44 | Stade Courtrai                                                                     | Promotion (D3) série A                                                             | 7e/14                                                                              |                                                                                    |
| 7                   | 1945-46 | Stade Courtrai                                                                     | Promotion (D3) série A                                                             | 7e/18                                                                              |                                                                                    |
| 8                   | 1946-47 | Stade Courtrai                                                                     | Promotion (D3) série D                                                             | 7e/17                                                                              |                                                                                    |
| 9                   | 1947-48 | Stade Courtrai                                                                     | Promotion (D3) série A                                                             | 4e/16                                                                              |                                                                                    |
| 10                  | 1948-49 | Stade Courtrai                                                                     | Promotion (D3) série B                                                             | 5e/16                                                                              |                                                                                    |
| 11                  | 1949-50 | Stade Courtrai                                                                     | Promotion (D3) série A                                                             | 7e/16                                                                              |                                                                                    |
| 12                  | 1950-51 | Stade Courtrai                                                                     | Promotion (D3) série B                                                             | 3e/16                                                                              |                                                                                    |
| 13                  | 1951-52 | Stade Courtrai                                                                     | Promotion (D3) série B                                                             | 12e/16                                                                             | Relégué!                                                                           |
| 14                  | 1952-53 | Stade Courtrai                                                                     | Promotion série A                                                                  | 16e/16                                                                             | Relégué!                                                                           |
| séries provinciales |         |                                                                                    |                                                                                    |                                                                                    |                                                                                    |
| 15                  | 1963-64 | Stade Courtrai                                                                     | Promotion série A                                                                  | 14e/16                                                                             |                                                                                    |
| 16                  | 1964-65 | Stade Courtrai                                                                     | Promotion série B                                                                  | 9e/16                                                                              |                                                                                    |
| 17                  | 1965-66 | Stade Courtrai                                                                     | Promotion série D                                                                  | 5e/16                                                                              |                                                                                    |
| 18                  | 1966-67 | Stade Courtrai                                                                     | Promotion série B                                                                  | 10e/16                                                                             |                                                                                    |
| 19                  | 1967-68 | Stade Courtrai                                                                     | Promotion série A                                                                  | 5e/16                                                                              |                                                                                    |
| 20                  | 1968-69 | Stade Courtrai                                                                     | Promotion série A                                                                  | 11e/16                                                                             |                                                                                    |
| 21                  | 1969-70 | Stade Courtrai                                                                     | Promotion série C                                                                  | 14e/16                                                                             | Relégué!                                                                           |
| séries provinciales |         |                                                                                    |                                                                                    |                                                                                    |                                                                                    |
| X                   | 1971    | Fusion avec Courtrai Sports pour former le KV Courtrai, le matricule 161 disparaît | Fusion avec Courtrai Sports pour former le KV Courtrai, le matricule 161 disparaît | Fusion avec Courtrai Sports pour former le KV Courtrai, le matricule 161 disparaît | Fusion avec Courtrai Sports pour former le KV Courtrai, le matricule 161 disparaît |